# John Brown (medico)
John Brown (Lintlaws o Preston, 1735 – Londra, 17 ottobre 1788) è stato un medico scozzese, ideatore di un proprio sistema medico.

## Biografia
Dopo aver frequentato la scuola parrocchiale a Duns, frequentò la facoltà di teologia all'università di Edimburgo. Nel 1759, dopo aver interrotto gli studi teologici, iniziò lo studio della medicina. Ben presto attirò l'attenzione di William Cullen, professore di medicina e di chimica all'università, che lo  assunse come precettore per i propri figli e per alcuni aspetti lo considerò come proprio assistente. Rimase nell'università di Edimburgo. A partire dal 1778 cominciò a elaborare una teoria medica basata sull'eccitabilità del cervello e delle fibre muscolari da parte dell'ambiente esterno: se gli stimoli esterni vengono meno, si configura uno stato patologico. Col tempo portò vigorosi attacchi alle concezioni mediche dei suoi tempi; litigò con Cullen e con tutti i professori dell'università. Nel 1780 pubblicò la sua opera più importante, Elementa Medicinae, nella quale espose la propria teoria della medicina, detta "Eccitabilismo" o anche "Teoria Brunoniana", che per un certo periodo ebbe un grande diffusione in Europa. La sua teoria venne ripresa in Italia da Giovanni Rasori, che nel 1792 tradusse gli Elementa Medicinae. Nel 1786 Brown si trasferì a Londra, nella vana speranza di migliorarne la sua posizione economica, e nella capitale inglese morì di apoplessia il 17 ottobre 1788.
L'edizione delle sue opere, con notizie della sua vita, apparve nel 1804 a cura del figlio William Cullen Brown.